# 金巾製織
金巾製織株式会社（かなきんせいしょく）は日本初の金巾製織会社。明治期の近江商人創業の紡績企業。現在の東洋紡株式会社の前身のひとつ。

## 沿革
滋賀県知事中井弘の勧奨を契機とし、1888年（明治21年）8月に資本金120万円で創業。発起人は第7代阿部市郎兵衛、阿部周吉、小泉新助、山中利兵衛、伊藤忠兵衛、中村治兵衛、西川貞二郎らいずれも有名な近江商人と野村寛（県会議長）等。1890年（明治23年）1月に初代重役を選出し、社長に第7代阿部市郎兵衛、常務に阿部周吉、取締役に第3代阿部市太郎、小泉新助、中村治兵衛、高田義甫、取締役兼商務支配人に田村正寛らが就任。
大阪四貫島に本社を定め2万坪の敷地を確保し、1890年（明治23年）10月に日本初の金巾製織の工場として紡績機13,552錘、力織機50台で開業（後の東洋紡績四貫島工場）。工場設備一式は三井物産が請負い納入。1893年（明治26年）には第二工場が建設され紡機1,472錘、織機142台を増設。当時は不景気であったが業績は順調で開業初期より年6％配当を行うなど資産も大きく伸び、1896年（明治29年）の全国鉱工業企業中8位の総資産規模となる。工場増設では創業初期の大林組も関わる。大林組は金巾製織と同族の阿部製紙所（旧王子製紙の前身のひとつ）の工場受注で創業していた。
1893年（明治26年）小泉新助が社長に就任。1897年（明治30年）第3代阿部市太郎が社長に、阿部周吉が専務に就任。1904年（明治37年）阿部房次郎（第3代阿部市太郎の養子。後に東洋紡績社長、大阪商工会議所顧問、貴族院議員等を歴任）が専務に、田村正寛が常務に就任。
その後、1906年（明治39年）に大阪紡績と合併、続いて1914年（大正3年）に大阪紡績と三重紡績が合併し、東洋紡績となる。